# Ljudska prava
Ljudska prava se odnose na pravnu, filozofsku i političku ideju prema kojoj svako ljudsko biće samim činom rođenja, bez obzira na svoj spol, porijeklo ili državljanstvo, stiče određena neotuđiva prava.

## Povijest ljudskih prava
Ideja ljudskih prava ima svoj korijen u školi prirodnog prava koja se razvila pod utjecajem prosvjetiteljskih filozofa 18. stoljeća. Prethodnice ideje ljudskih prava obično se smatraju dokumenti u kojima su po prvi put kodificirana neka ljudska prava. Jedan od takvih dokumenata je engleska Magna carta iz 1215. kojom je djelomično ograničena samovolja monarha. Zatim slijedi Habeas corpus Act iz 1679. kojim su po prvi puta stvorene zapreke arbitrarnom hapšenju. Za vrijeme Američke revolucije donesena je Virginijska deklaracija prava 1776. godine u kojoj se spominje da svi ljudi imaju "pravo na život, slobodu i potragu za srećom." Nakon toga slijedi francuska revolucija i Deklaracija o pravima čovjeka i građanina iz 1789. godine. Virginijska deklaracija i Deklaracija o pravima čovjeka i građanina po prvi put sustavno donose popis prava koja se u njihovo vrijeme smatraju urođenima i neotuđivima.
Nakon toga su ideju ljudskih prava usvajali različiti pojedinci, ideološke struje, organizacije i države, da bi s vremenom značenje bilo kodificirano u Općoj deklaraciji UN o pravima čovjeka iz 1948. godine.

## Tumačenje ljudskih prava
O ljudskim pravima ne postoji opći konsenzus. Iako se među ljudskim pravima spominju pravo na život, pravo na adekvatni životni standard, zabranu mučenja, slobodu izražavanja, slobodu putovanja, pravo na samoodređenje, pravo na obrazovanje te pravo na sudjelovanje u kulturnom i političkom životu, o opsegu i praktičnoj primjeni tih prava postoji cijeli niz sporova između pojedinaca, organizacija i država, od čega su najpoznatije debate o abortusu i smrtnoj kazni.
Papa Ivan Pavao II. govorio je o ljudskim pravima u Washingtonu prilikom posjeta Ujedinjenim narodima 2. listopada 1979. godine. Tada je istaknuo da su dvije vrste sustavnog ugrožavanja ljudskih prava. Prva je nepravedna raspodjela materijalnih dobara između bogatih i siromašnih, a druga onemogućavanje slobode izražavanja i vjerskih sloboda.

## Najvažniji dokumenti
- Opća deklaracija o pravima čovjeka UN-a iz 1948. godine, navodimo prvi članak: Sva ljudska bića rađaju se slobodna i jednaka u dostojanstvu i pravima. Ona su obdarena razumom i sviješću i trebaju jedno prema drugome postupati u duhu bratstva.

- Europska konvencija o ljudskim pravima iz 1953. godine je temeljni dokument Vijeća Europe kojeg je i Hrvatska članica, te je time obavezna poštovati taj dokument. Europska konvencija navodi ljudska prava detaljnije od Opće deklaracije, a kao najznačajniju novinu uvodi mogućnost pojedincima da za povrede svojih prava tuže države članice Vijeća Europe na Europskom sudu za ljudska prava.

- Ustav Republike Hrvatske, navodimo četrnaesti članak: Svatko u Republici Hrvatskoj ima prava i slobode, neovisno o njegovoj rasi, boji kože, spolu, jeziku, vjeri, političkom ili drugom uvjerenju, nacionalnom ili socijalnom podrijetlu, imovini, rođenju, naobrazbi, društvenom položaju ili drugim osobinama. Svi su pred zakonom jednaki.

## Udruge i institucije za zaštitu ljudskih prava u Hrvatskoj
Ljudskim pravima bave se mnoge institucije i udruge, štoviše postoje specijalizirane udruge za prava žena, za prava djece i za prava starih osoba.
- Pučki pravobranitelj
- Vlada Republike Hrvatske ima Ured za ljudska prava.
- Centar za ljudska prava, Zagreb
- Centar za mir, nenasilje i ljudska prava, Osijek
- Hrvatski helsinški odbor za ljudska prava, Zagreb
- B.a.B.e. Grupa za ženska ljudska prava, Zagreb
- Republika Hrvatska - Pravobranitelj za djecu
- Ženska mreža Hrvatske, mreža 40 feminističkih udruga za zaštitu ženskih ljudskih prava
- Centar za mirovne studije, Zagreb
- Udruga za zaštitu i promicanje prava ljudi treće životne dobi
- Documenta - Centar za suočavanje s prošlošću
- Kuća ljudskih prava Zagreb
- Domine - Udruga za razvoj civilnog društva i promicanje ženskih prava, Split
- Udruga za promicanje i zaštitu ljudskih prava "SMS-sve možeš sam"
- www.cok.hr
- Projekt građanskih prava Sisak
- Roditelji u akciji - Roda

## Poveznice
- Ustav Republike Hrvatske na wikizvoru
- Temeljna ljudska prava
- Zakon o zdravstvenim mjerama za ostvarivanje prava na slobodno odlučivanje o rađanju djece

## Vanjske poveznice
- Universal Declaration of Human Rights (Opća deklaracija o pravima čovjeka) Deklaracija UN-a iz 1948. na hrvatskom jeziku na stranicama UNHCR u Hrvatskoj.
- Opća deklaracija na www.pravnadatoteka.hr (u pdf formatu)  Arhivirana inačica izvorne stranice od 12. lipnja 2007. (Wayback Machine)
- B.a.B.e.
- Hrvatski Helsinški Odbor
- Ženska mreža Hrvatske
- Udruga za zaštitu i promicanje prava ljudi treće životne dobi  Arhivirana inačica izvorne stranice od 30. lipnja 2009. (Wayback Machine)
- Domine,Udruga za razvoj civilnog društva i promicanje ženskih prava, Split
- Udruga za promicanje i zaštitu ljudskih prava "SMS-sve možeš sam"
- Projekt građanskih prava Sisak
- Talijanski sud presudio: Pravo na život je iznad prava na vlasništvo
- Ivica Grčar: Sprečavanje informacija o uskraćivanju prava pristupa Europskom sudu za ljudska prava u Strasbourgu – izvještaj i dokumenti, Zagreb, 2016.

- Verbum Ljudska prava